# Anapropacris elegantula
Anapropacris elegantula är en insektsart som först beskrevs av Bolívar, I. 1908.  Anapropacris elegantula ingår i släktet Anapropacris och familjen gräshoppor. Inga underarter finns listade i Catalogue of Life.